# 王宾 (足球运动员)
王宾（1989年5月23日—），中国足球运动员，现效力中国足球乙级联赛球队沈阳城市，司职后卫。

## 俱乐部生涯
王宾早期在北京京童接受足球训练，2002年前往巴西留学，先后在美洲、莫吉米林和皮拉西卡巴等球队受训。2009年，王宾归国后通过试训加盟中国足球超级联赛球队长沙金德。 但他在2009赛季没有得到出场机会，直到2010年7月14日，他在长沙金德客场0比2不敌河南建业的比赛中首发出场，上演职业生涯的首秀。 该赛季他一共出场2次，赛季结束后长沙金德联赛排名垫底降级，球队被转卖到深圳成立深圳凤凰足球俱乐部参加2011赛季中甲联赛，队中大批球员离队，但王宾选择留守。王宾在该赛季出场11次，大部分是在赛季初获得的，赛季中深圳凤凰又被转卖到广州成立广州富力足球俱乐部，并最终以联赛亚军的成绩重返中超。